# Scherstetten
Scherstetten település Németországban, azon belül Bajorországban. Lakosainak száma 1120 fő (2023. december 31.).

## Népesség
A település népessége az elmúlt években az alábbi módon változott:
| Lakosok száma | 541  | 780  | 568  | 918  | 1004 | 1034 | 1024 | 1027 | 1081 | 1120 |
|               | 1875 | 1950 | 1975 | 1987 | 2012 | 2014 | 2016 | 2017 | 2021 | 2023 |